# Labyrinthe ethmoïdal
Les labyrinthes ethmoïdaux (ou masses latérales de l'ethmoïde) sont les deux parties de l'os ethmoïde qui contiennent les cellules ethmoïdales. Ils sont appendus de chaque côté de la lame criblée de l'ethmoïde et entre les orbites, en dehors, et la fosse nasale, intérieurement.
Il est constitué de cavités cellulaires à parois minces, les alvéoles ethmoïdales, disposées en trois groupes, antérieur, moyen et postérieur, et interposées entre deux plaques osseuses verticales ; la latérale faisant partie de l'orbite, la médiane faisant partie de la cavité nasale. Dans l'os désarticulé, beaucoup de ces cellules sont ouvertes, mais lorsque les os sont articulés, elles ne sont ouvertes que sur la cavité nasale.

## Description
Leur forme est grossièrement cubique et présente six faces.

### Face supérieure
La face supérieure est située de part et d'autre de la lame criblée et s'encastre au niveau de l'incisure ethmoïdale de l'os frontal.
Elle comporte des demi-cellules qui sont complétées par celles du bord de l'incisure ethmoïdale pour former les cellules fronto-ethmoïdales.
À l'avant, le sillon ethmoïdal antérieur est en continuité avec le sillon ethmoïdal de la lame criblée pour le passage de l'artère ethmoïdale antérieure et du nerf ethmoïdal antérieur.
À l'arrière, se trouve le sillon ethmoïdal postérieur pour le passage de l'artère ethmoïdale postérieure et du nerf ethmoïdal postérieur.

### Face latérale
La face latérale correspond à la lame orbitaire de l'os ethmoïde ou os planum.
Elle forme la paroi interne de l'orbite. Elle est quadrilatère.
Son bord supérieur présente les deux échancrures ethmoïdales, antérieure et postérieure, correspondant aux deux sillons de la face supérieure. Il s'articule avec la partie orbitale de l'os frontal transformant ses deux échancrures en foramen ethmoïdal antérieur et en foramen ethmoïdal postérieur.
Son bord antérieur s'articule à l'os lacrymal.

Son bord inférieur s'articule avec l'os maxillaire en avant et avec le processus orbitaire de l'os palatin en arrière.

Son bord postérieur s'articule avec le bord latéral de la face antérieure du corps du sphénoïde.

### Face postérieure
La face postérieure comporte de grandes cavités cellulaires irrégulières, les demi-cellules ethmoïdales qui sont complétées par les demi-cellules sphénoïdales.
Les trois-quarts supérieurs de la face s'articulent avec la face antérieure du corps du sphénoïde, le quart inférieur répond au processus orbitaire de l'os palatin.

### Face antérieure
La face antérieure est orientée en avant et en dehors.
En haut et médialement, elle comporte des demi-cellules qui sont complétées par les demi-cellules du processus frontal du maxillaire pour former les cellules ethmoïdo-maxillaires.
Latéralement, elle comporte d'autres demi-cellules qui sont complétées par les demi-cellules de l'os lacrymal pour former les cellules ethmoïdo-lacrymales.

### Face inférieure
La face inférieure est très irrégulière. Elle s'articule dans sa portion latérale avec l'os palatin dans son tiers postérieur et avec le maxillaire dans ses deux tiers antérieurs.
En dedans se trouvent les fosses nasales, le cornet nasal inférieur, le processus uncinforme qui obture en partie le sinus maxillaire.

### Face médiale
La face médiale fait partie de la paroi latérale des fosses nasales.
Elle comporte deux lames osseuses antéro-postérieures recourbées : le cornet nasal supérieur en haut et le cornet nasal moyen au milieu.